# Западинці (Меджибізька селищна громада)
Запади́нці — село в Україні, у Меджибізькій селищній територіальній громаді Хмельницького району Хмельницької області. Населення становить 395 осіб.

## Найвідоміші уродженці
- 1 лютого 1936 року — Роженко Микола Маркович, український філософ, доктор філософських наук (1986), професор (1989).

## Галерея

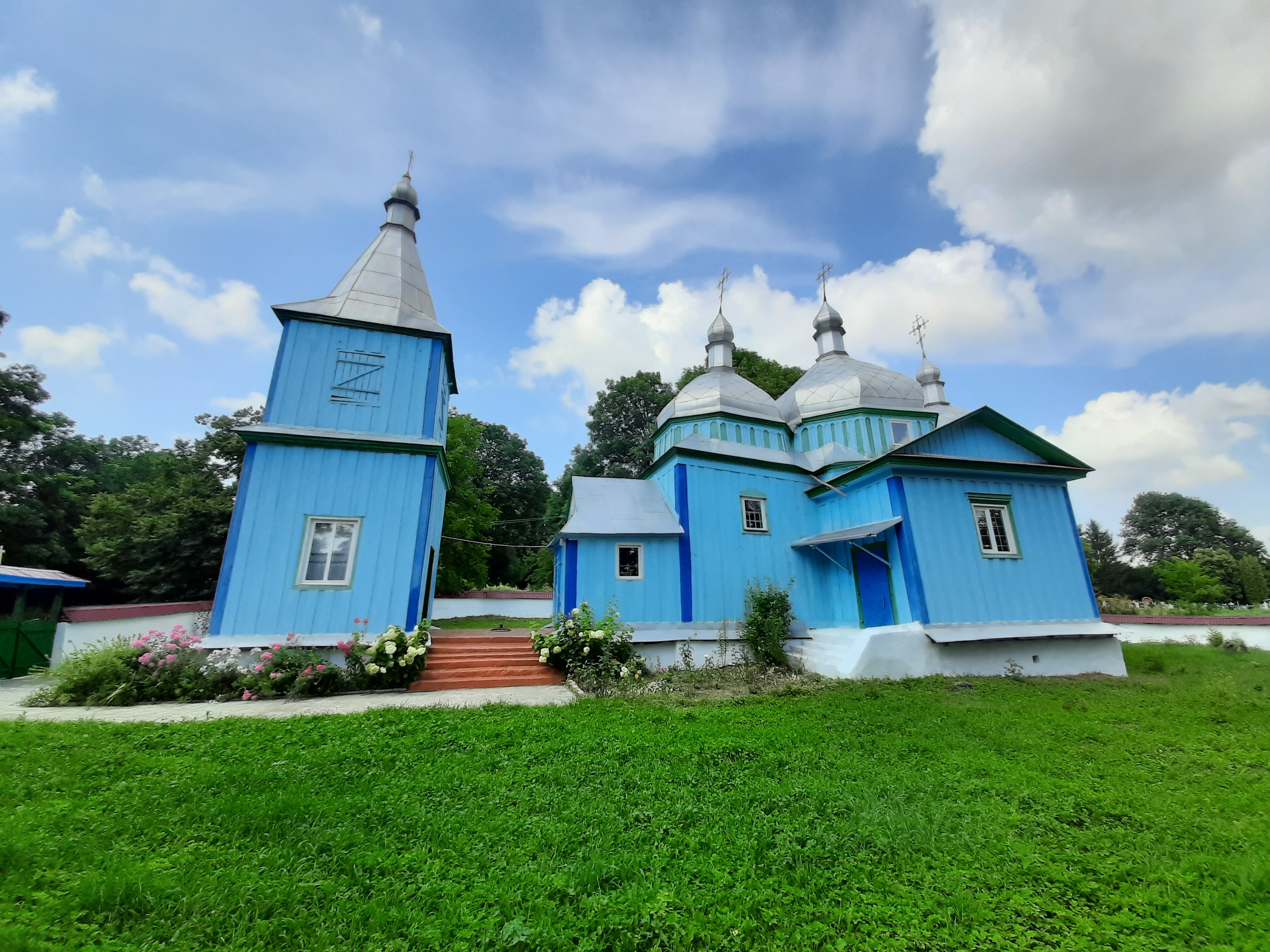
Михайлівська церква 1733р.
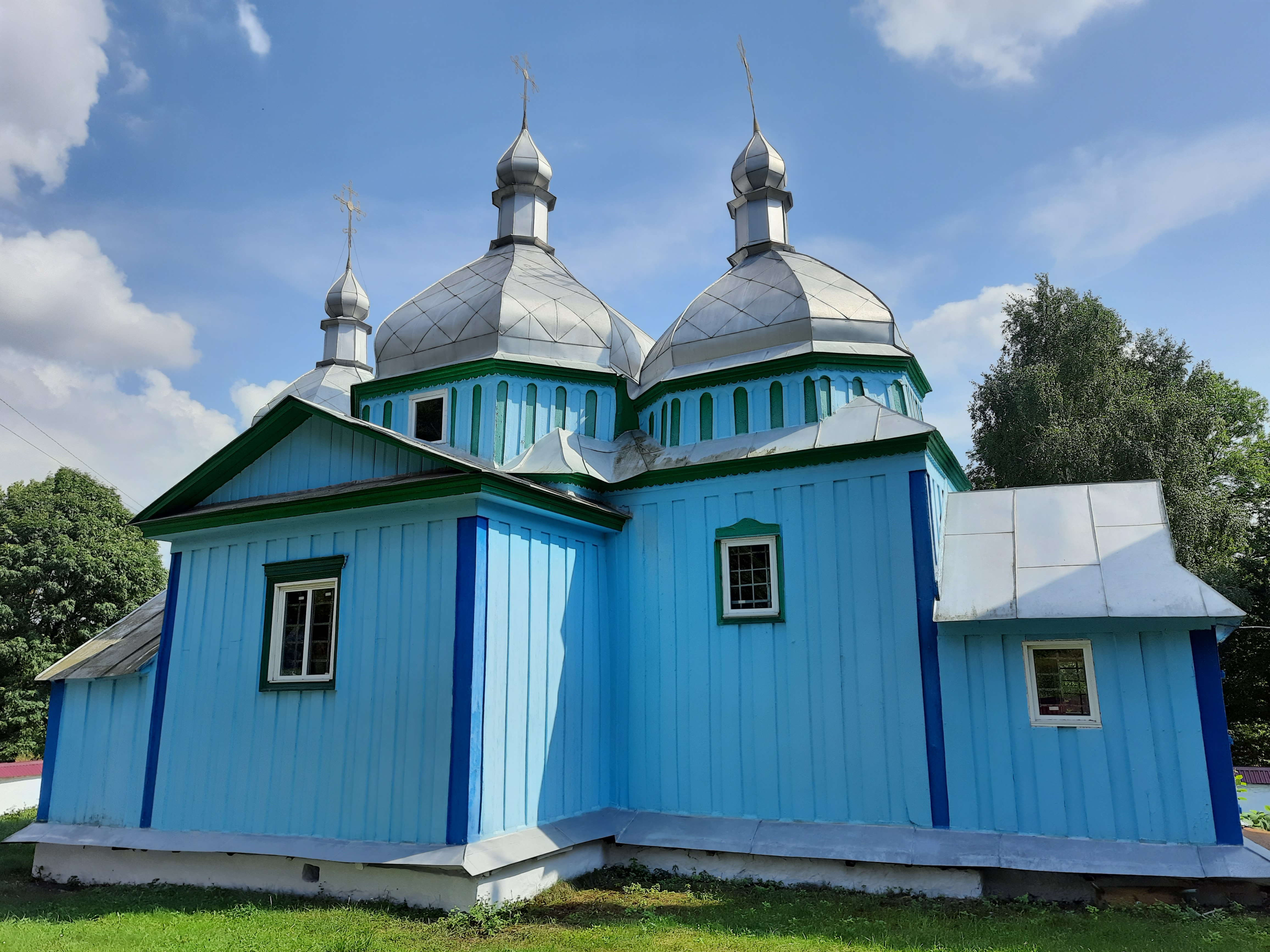
Михайлівська церква
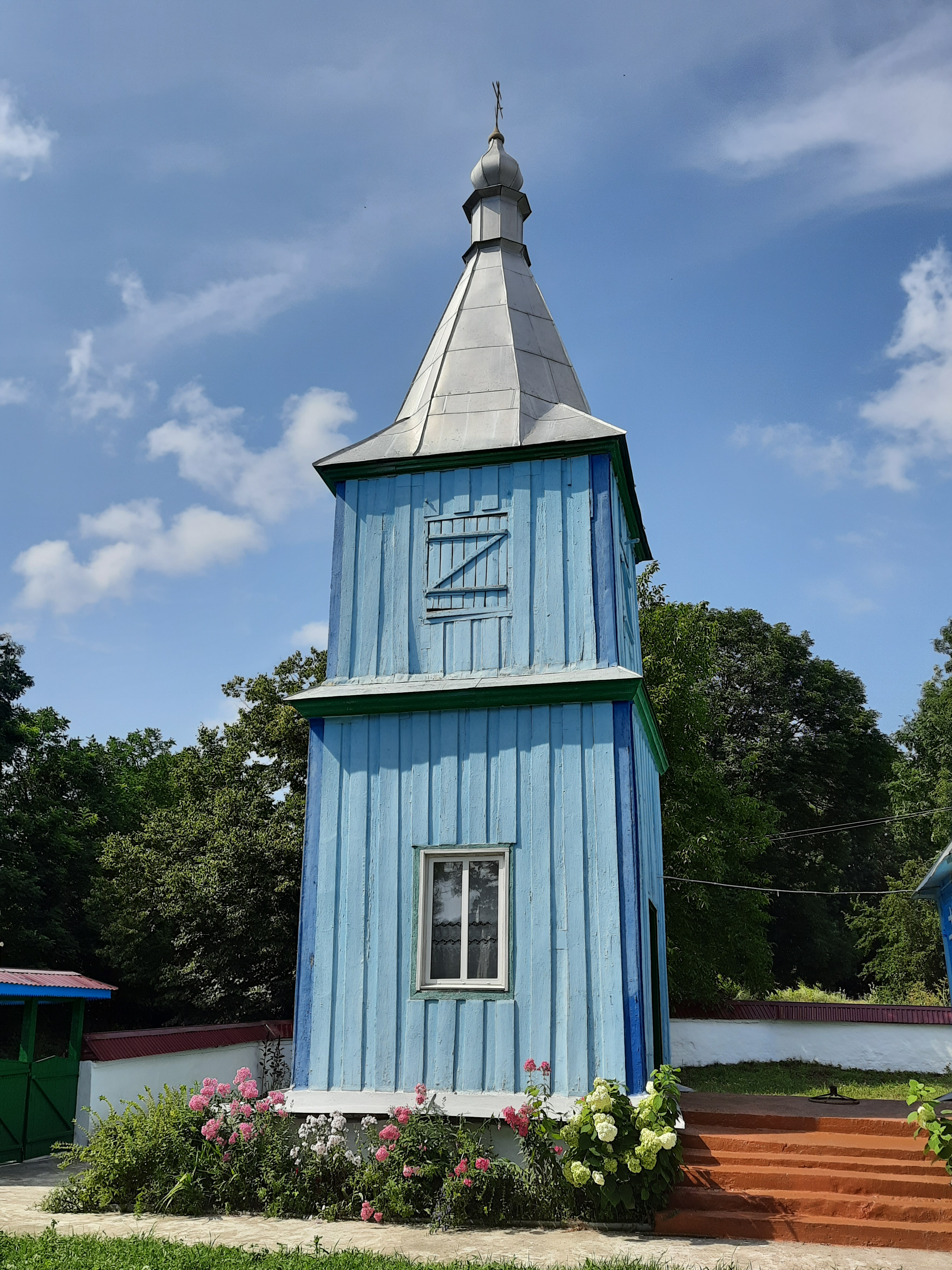
Дзвіниця Михайлівської церкви
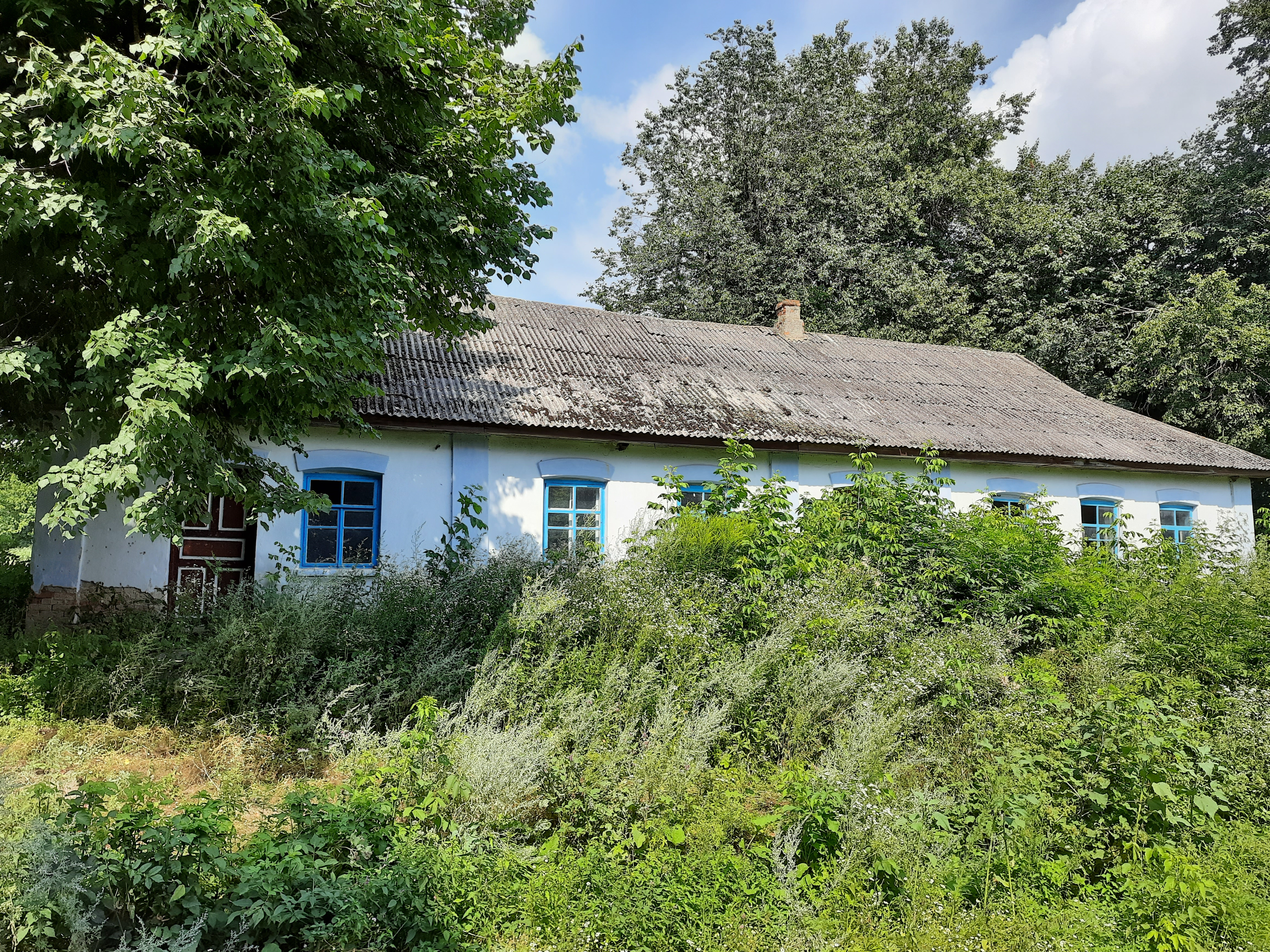
Будівля старої школи